# Alberto Echandi Montero
Alberto Echandi Montero (San José, 18 de febrero de 1870 - 28 de septiembre de 1944) fue un abogado, intelectual y político costarricense. Desempeñó varios puestos clave durante los gobiernos de los presidentes Cleto González Víquez, Alfredo González Flores, Julio Acosta García y Rafael Calderón Guardia. Además, fue candidato a la Presidencia de la República en 1923. Es Benemérito de la Patria desde 1944.

## Formación académica
Cursó los estudios primarios y secundarios en escuelas y colegios de la ciudad de San José. Se graduó de licenciado en Leyes en la Escuela de Derecho en la Universidad de Santo Tomás. En el ejercicio de su labor como abogado llegó a tener un bufete de gran prestigio, que en ocasiones desatendía para servir en instituciones de caridad y beneficencia social.

## Principales cargos públicos
En 1899 formó parte por primera vez en la Junta de Caridad, hoy Junta de Protección Social de San José. En los puestos que desempeñó en dicha Junta promovió el mejoramiento del servicio en el Hospital San Juan de Dios, suministrando equipo para los servicios de enfermería y cirugía. Además, embelleció y amplió el Cementerio General y el Asilo Chapuí.
Fue nombrado Presidente de la Municipalidad de San José, donde se preocupó por el higiene y ornato de la ciudad. También ejerció la presidencia del Colegio de Abogados. Fue Secretario de Hacienda, Comercio y Fomento (1909-1910), Secretario de Fomento (1914-1915), Ministro de Costa Rica en los demás países centroamericanos (1920), puesto en el cual promovió la Conferencia de Amapala el 15 de noviembre de 1920, con la cual se evitó una guerra entre Nicaragua y Honduras. Además, fue Secretario de Hacienda y Comercio (1921) y Secretario de Relaciones Exteriores y carteras anexas (1940-1944). Le correspondió firmar el tratado Echandi Montero-Fernández Jaén de 27 de mayo de 1941, que definió los límites terrestres entre Costa Rica y Panamá y la declaratoria de guerra de Costa Rica al Japón, Alemania e Italia en diciembre de ese año.

## Otras actividades
Fue candidato a la presidencia por el Partido Agrícola en las elecciones de diciembre de 1923, que perdió ante Ricardo Jiménez Oreamuno. Tras la elección, se habló de no reconocer el resultado de la elección, ante lo que Echandi Montero reaccionó con una frase que se hizo famosa en el país:

La presidencia de la República no vale una sola gota de sangre de un solo costarricense.

Fue miembro fundador de la Academia Costarricense de la Lengua en 1923 (Silla J).
En los últimos meses de su vida desempeñó la presidencia del Banco Anglo Costarricense.

## Honores y reconocimientos
Fue declarado Benemérito de la Patria el 28 de septiembre de 1944.
Su hijo Mario Echandi Jiménez fue Presidente de la República de 1958 a 1962.